# バドゥイ族
バドゥイ族（バドゥイぞく、Baduy、Baduiというスペルで綴られることもあり、インドネシア人はKanekes "カネケス"と呼ぶ。）は、バンテン州南東部、ルバック（Lebak）県に住むスンダ族の先住民族である。

## 由来
バドゥイとは、バドゥイ語のbaduyutに由来する短縮形であり、ジャワ島西部の固有種のつる性植物（Trichosanthes villosa）を指すスンダ語である。スンダ語の仲間であるバドゥユットは、旧スンダ語と現代スンダ語でも同じ意味を持つ。チバドゥユット（ᮎᮤƘ）という言葉自体がスンダ語で文字通り「バドゥユット川」を意味することから、古代にはバドゥユットと呼ばれる川があった可能性が高く、この部族は川にちなんで名付けられた可能性がある。バドゥイ族は、ウラン・カネケス（Urang Kanekes）またはウラン・チベオ（Urang Cibeo）と呼ばれることを好むこともある。
また、バドゥイという言葉は当初、部外者がこれらの部族集団を指すために使った外来語であり、オランダ人が彼らをアラブの遊牧民「ベドウィン」族と 同一視していたことに由来するという説もある。

## サブ・グループ
バドゥイ族は、2つのグループに分かれている。
1. Tangtu タントゥ  ("内バドゥイ"; Baduy Dalam (インドネシア語))
2. Panamping  パナンピン ( "外バドゥイ"; Baduy Luar (インドネシア語))

外国人は内バドゥイの村に宿泊することは禁じられているが、外バドゥイの村にはガイド付きで1泊だけ、という条件で宿泊することが許されている。

## 居住エリア

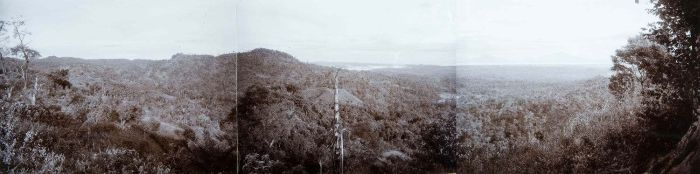
View over the hills near the Badui village of Kaduketug, circa 1915–1926

バドゥイは、南緯6度27分27秒～30分0秒、東経108度3分9秒～106度4分55秒に位置する。人口11,700人のバドゥイは、Rangkasbitng"ランカスビトゥン"から40kmの距離にある、ケンデン山脈のふもとにあるカネケス集落を中心に広がっている。この地域はケンデン山脈の一部で、海抜300～500メートル（975'～1,625'）、平均斜度45％に達する丘陵地形からなり、火山性（北部）、沈殿物（中央部）、混合土壌（南部）がある。平均気温は20℃である。ジャワ島のバドゥイ族の村までは、インドネシアの首都ジャカルタから120km（75マイル）離れた、わずか50k㎡（19スクエアマイル）の丘陵森林地帯にある。カネケス族の3つの主な居住地は、チクシク（Cikusik）、チクルタワナ（Cikertawana）、チベオ（Cibeo）である。

## 言語
バドゥイ族の母国語であるバドゥイ語は、スンダ語（Sundanese）と最も近い関係にあり、スンダ語の方言とみなされることもある。母語話者はケンデン山周辺、ルバック県ランカスビトゥン地区、パンデグラン県、西ジャワ州スカブミに分散している。2010年現在、11,620人の話者がいると推定されている。外バドゥイ族の人々は、外部の人とコミュニケーションを取るために、スンダ語やインドネシア語をある程度流暢に話す傾向がある。

### 教育
バドゥイ族の子どもたちに対する正式な教育は、バドゥイ族の伝統的な慣習に反するものであると考えられており、インドネシア政府が村に教育施設を建設することを提案しても、バドゥイ族はこれまで拒否してきた。同様に、歴史を学ぶことも禁じられており、バドゥイ族は13歳までに自然と共に生きる暮らしに関わることを学び、13歳で大人とみなされる。その結果、教育を受け、読み書きができるバドゥイ族はほとんどいない。

## 起源

### 神話
彼らの信仰によれば、カネケス人は自分たちを地球に遣わされた7人の神々の内の一人、バタラ・チカルの子孫とみなしている。この起源説話は、しばしば聖書に登場する地球上の最初の人間「アダム」に関連している。カネケス族によれば、アダムとその子孫は、世界の調和を保つために瞑想や禁欲主義を実践する使命を与えられている。

### 歴史
カネケスの起源説は、碑文やポルトガル人、中国人船乗りの文書による記録、そして今もほとんど残っていない『タタール・スンダ』の伝承などの歴史的証拠を総合して説を立てる歴史学者の意見とは異なったものである。バドゥイ族は、ボゴール周辺の丘陵地帯にあるバトゥトゥリス近郊に住んでいたパジャジャラン・スンダ王国の貴族の末裔だという説もあるが、この説を裏付ける有力な証拠はない。その地域の建築物は、伝統的なスンダ建築に最も忠実である。スンダ・クラパ（Sunda Kelapa）として知られるパクワン・パジャジャラン（Pakuwan Pajajaran）の港は、1579年に侵攻してきたファタヒラ（Fatahillah）のイスラム教徒の兵士によって破壊され、パジャジャランの首都であるダユ・パクアン（Dayeuh Pakuan）は、しばらくしてバンテン・スルタン（Banten Sultanate）に侵略された。スルタンが成立する以前、ジャワ島の西端はスンダ王国にとって重要な役割を果たしており、バンテンは大きな貿易港であった。チウジュン(Ciujung)川にはさまざまな種類の船が入港し、その多くは内陸部で収穫された作物を運ぶために使われた。そのため、この地域の支配者であるプチュック・ウムン（Pucuk Umun)王子は、川の持続可能性を維持する必要があると考えた。高度な訓練をうけた王室の軍隊は、ケンデン山の地域の密生した丘陵ジャングル地域を警備し、管理するよう命じられた。その地域に特化した任務を持つ軍隊は、ケンデン山にあるチウジュン川の上流に今も居住するカネケス族のコミュニティから主に派遣された。
この2つの説の食い違いから、過去にはスンダ王国の敵の攻撃からコミュニティを守るために、カネケス族のアイデンティティと歴史性は意図的に隠されていたという考え方が生まれた。しかし、1928年にこの地域で医学調査を行った医師ヴァン・トリヒトは、この説を否定した。彼によれば、カネケス人はこの地域の原住民であり、外部からの影響に強く抵抗してきた。カネケス人自身も、自分たちがスンダ王国の首都パジャジャランの逃亡民に由来することを認めようとしない。ダナサスミタとジャティスンダによると、バドゥイ族は国王から正式に委任された集落の民であり、その理由はカブユタン（祖先崇拝、先祖崇拝）を守る義務があるからだという。